# 稲辺村
稲辺村（いなべむら）は、かつて岐阜県加茂郡にあった村である。
現在の美濃加茂市加茂野町稲辺に該当する。

## 歴史
- 1889年（明治22年）7月1日 - 町村制により、稲辺村が発足。
- 1897年（明治30年）4月1日 - 加茂野村、今泉村、鷹巣村、市橋村、木野村と合併し、改めて加茂野村発足。同日稲辺村は廃止。